# قانون اساسی ۱۷۹۵ فرانسه

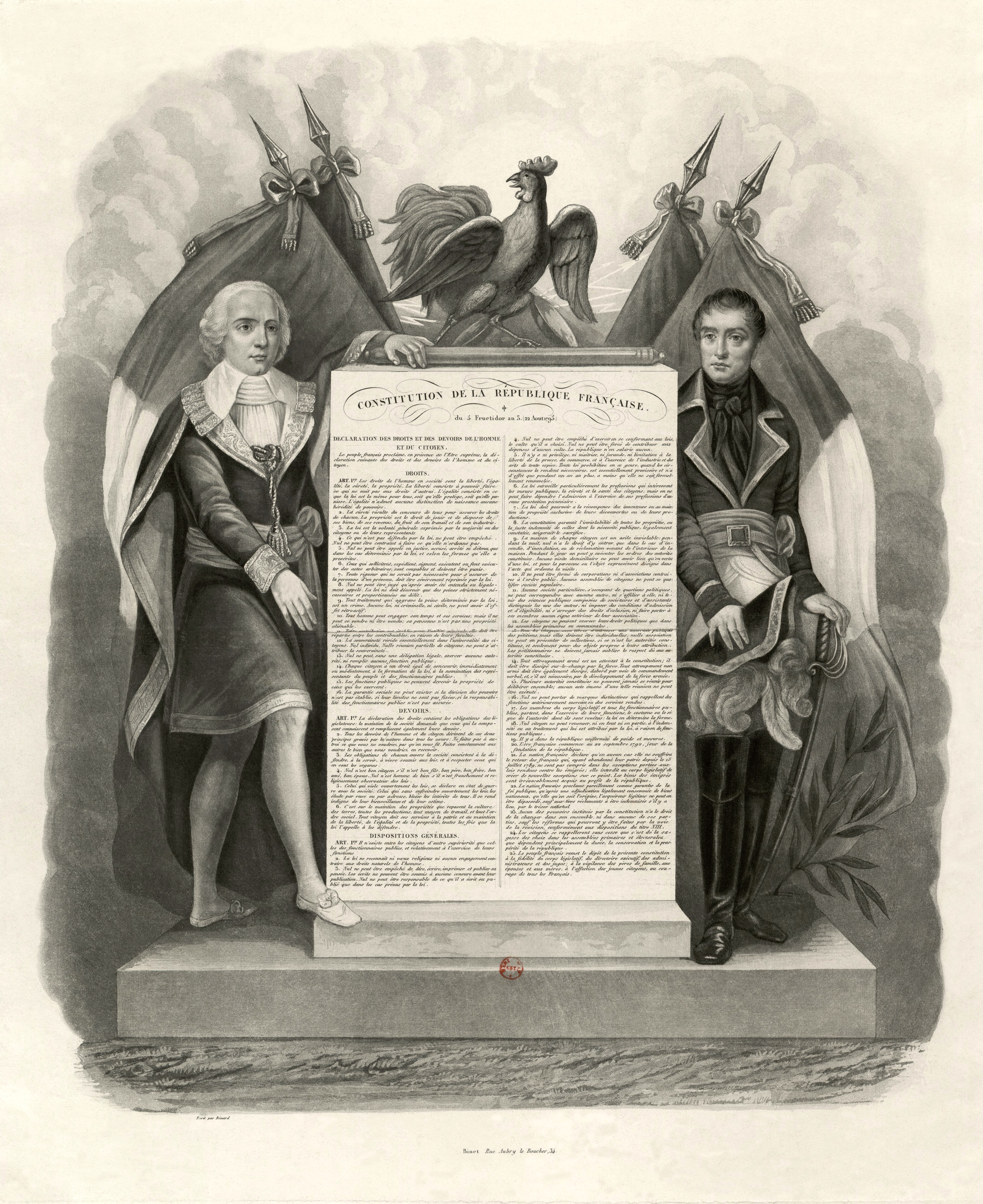
منشور حقوق بشر (اعلامیه حقوق و وظایف انسان و شهروند) از قانون اساسی ۱۷۹۵ فرانسه.

قانون اساسی ۱۷۹۵ ۲۲ اوت فرانسه در طول انقلاب فرانسه بود که به تصویب قانون اساسی ۱۷۹۵ انجامید و در ۲ نوامبر ۱۷۹۵ دیرکتوار تشکیل شد. این قانون اساسی تا کودتای ۹ نوامبر ۱۷۹۹ با پیروزی ناپلئون بناپارت پا بر جا بود و با پیروزی ناپلئون بناپارت به پایان رسید. بر اساس قانون اساسی ۱۷۹۵ فرانسه، نظام کشور یک جمهوری لیبرال با حق رای دادن بر اساس پرداخت مالیات می‌باشد.

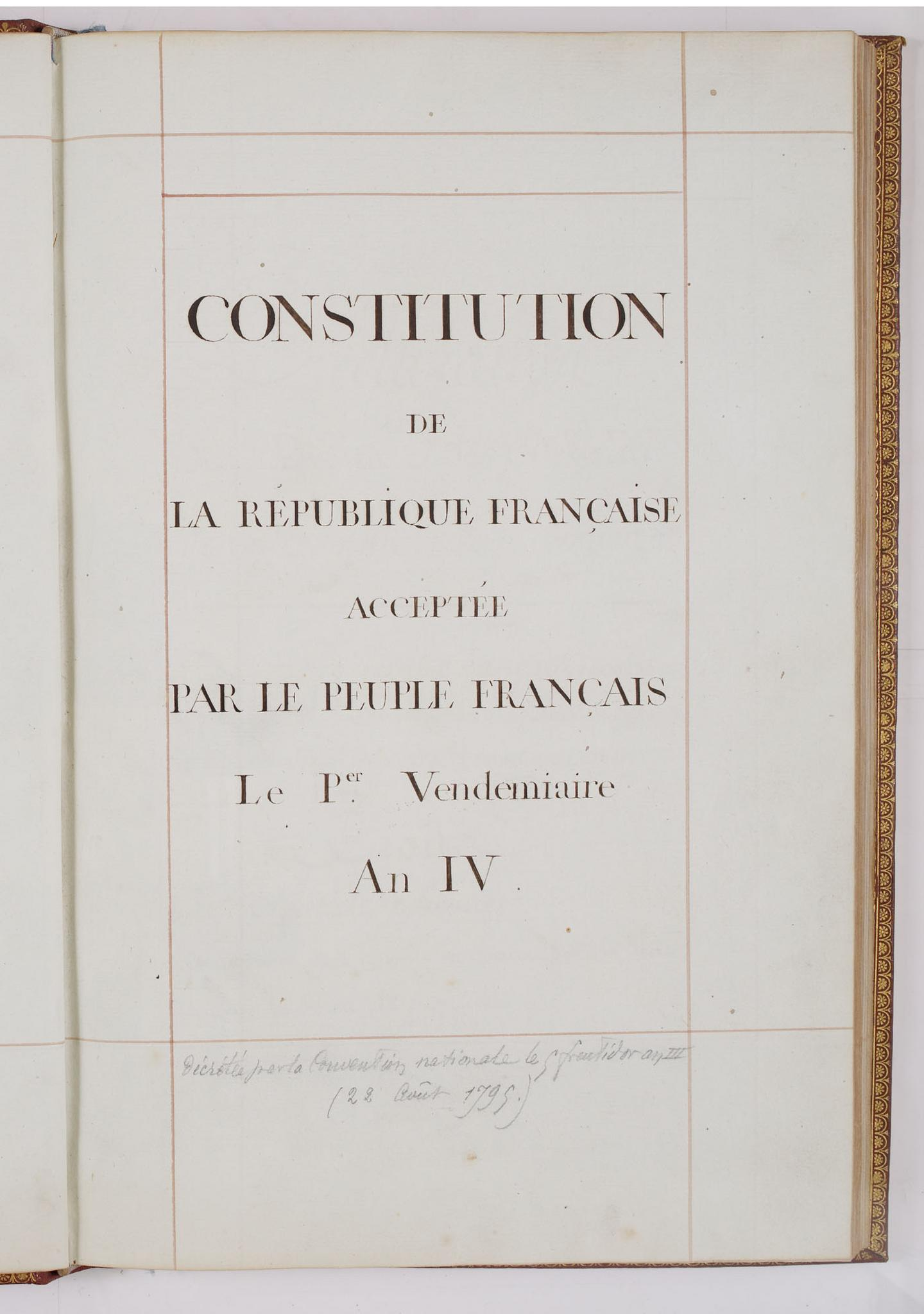
قانون اساسی ۱۷۹۵ فرانسه.